# Systegium mittenii
Systegium mittenii là một loài rêu trong họ Pottiaceae. Loài này được (Bruch & Schimp.) Schimp. mô tả khoa học đầu tiên năm 1860.